# Głębinka

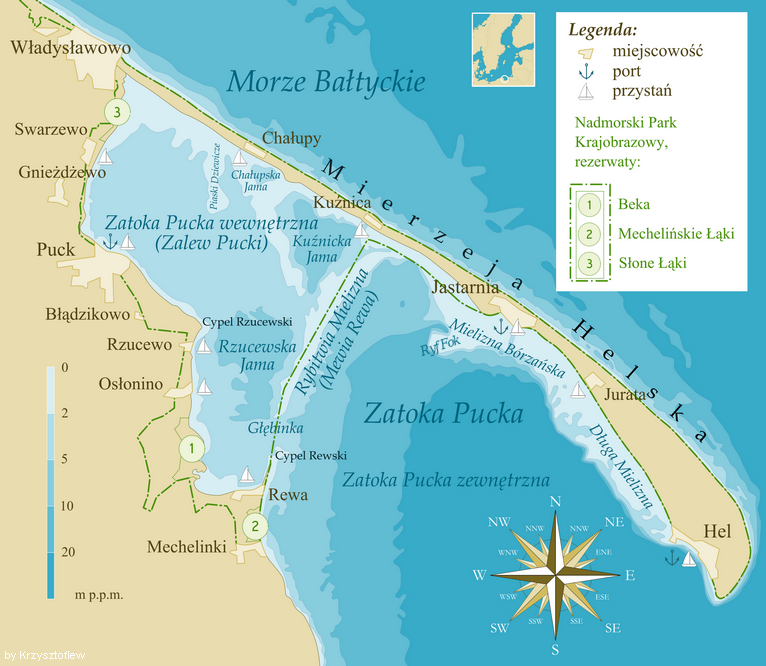
Mapa Zatoki Puckiej

Głębinka (Depka, Dypka) – sztuczny przekop wykonany prawdopodobnie na początku XX wieku w Rybitwiej Mieliźnie (Mewia Rewa) na Zatoce Puckiej, ok. 1 km od Rewy. W swym najgłębszym miejscu osiąga głębokość ok. 5 m, zaś jej szerokość to ok. 700 m. Przekop jest stale utrzymywany i pogłębiany oraz oznakowany nawigacyjnie, pozwalając na żeglugę małych jednostek w kierunku portu w Pucku.
Na polskiej mapie z 1938 roku obszar ten zaznaczono pod nazwą Dypka. W 1950 r. ustalono urzędowo polską nazwę Głębinka, zastępując poprzednią niemiecką nazwę głębi Depke.
W lutym 2004 roku w helskim fokarium urodziła się foka szara, którą nazwano Depka.